# Anna Takanen
Anna Katarina Takanen, född 21 december 1968 i Kungsbacka, är en svensk skådespelare, regissör, teaterchef och författare. Mellan 2006 och 2015 var hon konstnärlig ledare och vice vd vid Göteborgs stadsteater. Hösten 2014 utnämndes hon till teater- och scenkonstchef på Kulturhuset Stadsteatern, och verkade som det till hösten 2019.

## Biografi
Anna Takanen föddes i Kungsbacka, flyttade till Falkenberg när hon var sju, började på Teatergymnasium i Halmstad 1985, startade frigrupp tillsammans med skådespelarna Anna Pettersson och Victoria Olmarker innan hon 1991 började på Teaterhögskolan i Malmö.
Hon blev snabbt upplockad av Suzanne Osten och var en del av Unga Klara/Stockholms Stadsteater 1995-2005. Hon uppmärksammades särskilt för sin tolkning av rollen Ti i Flickan, mamman och soporna, rollen som Valerie i föreställningen Gränsen och rollen som Maria i föreställningen Besvärliga människor dokumenterad i filmen Besvärliga människor, alla tre i regi av Suzanne Osten.
2003 uppmärksammades hon för sin regi av Medeas barn, av Per Lysander och Suzanne Osten. Den blev uttagen till Svenska Teaterbiennalen.
Anna Takanen regidebuterade 1995 med föreställningen Ingen går säker av Sofia Fredén. Sedan dess har hon regisserat fem pjäser av Fredén. 
Takanen har frilansat som regissör bland annat på Göteborgs Stadsteater, Uppsala Stadsteater, Backa Teater, Stockholms Stadsteater och Unga Klara. Hon har också regisserat kortfilmen Dom stod och dog (2003).
På Göteborgs Stadsteater har hon fortsatt sitt skådespeleri och regisserande. Hon har uppmärksammats för sina roller i Harold Pinters Aska i regi av Björn Runge, Simon Stephens Harper Regan i regi av Anette Norberg och Federico García Lorcas Publiken i regi av Suzanne Osten. Hon har också uppmärksammats för sin tolkning av Linda Loman i En handelsresandes död av Arthur Miller, i regi av Björn Runge, som gästspelade på Kulturhuset Stadsteatern 2015-16. Hon har regisserat bland annat Bertolt Brechts Den goda människan i Sezuan och Alan Rickmans och Katharine Viners Mitt namn är Rachel Corrie. Hennes avskedsföreställning på Göteborgs Stadsteater var Fosterlandet av Lucas Svensson. Den baserades på hennes eget liv. Det var ett samarbete med Svenska Teatern i Helsingfors och handlade om relationen Sverige-Finland och om hennes fars krigsbarnsöde. Fosterlandet hyllades av kritiker och publik, spelades på Göteborgs Stadsteater och Svenska Teatern i Helsingfors under 2015 och på Kulturhuset Stadsteatern i Stockholm under 2016. 2018 rosades hon för rollen som den legendariska journalisten Barbro Alving i monologen Bang av Magnus Lindman i regi av Frida Röhl på Kulturhuset Stadsteatern. Hösten 2019 regisserade hon De obehöriga, skriven av John Ajvide Lindqvist, i ett samarbete mellan Kulturhuset Stadsteater och Stockholms Stadsmission i St Paulskyrkan vid Mariatorget i Stockholm. Hösten 2021 dramatiserade hon och spelade huvudrollen i monologen "Sörjen som blev". Den hade premiär på Lilla Teatern i Helsingfors och fortsätter sedan dess på turné över hela Sverige på Riksteatern och Östgötateatern.
I oktober 2019 kom Anna Takanen med sin bokdebut Sörjen som blev (Albert Bonniers Förlag).
Anna Takanen har gjort sig ett namn för att under åren på Göteborgs Stadsteater ha skapat Sveriges mest jämställda teater. Hon föreläser kring frågor om jämställdhet, ledarskap och teaterarbete.
2009 prisades hon av Hallands Akademi och tilldelades Getinges kultur- och vetenskapspris.
2015 tilldelades hon Göteborgs Stads Förtjänsttecken.
2021 tilldelades hon Riddartecknet av Finlands Lejonorden som ett tack för värdefulla insatser för relationerna mellan Sverige och Finland.

## Film- och TV-roller i urval
- Bastarderna i Paradiset (2000)
- Barnen på Luna (2000)
- Besvärliga människor (2001)
- Bekännelsen (2001)
- OP7 (2001)
- Himlen är en plats på jorden (2004)
- Offer och förövare (2005)
- Wellkåmm to Verona (2006)
- Upp till kamp (2007)
- Call Girl (2012)
- Flickan, mamman och demonerna (2016)

## Teater

### Roller (ej komplett)
| År   | Roll           | Produktion                                                                                           | Regi           | Teater                   |
| ---- | -------------- | --- | -------------- | ------------------------ |
| 1998 |                | Flickan, mamman och soporna Erik Uddenberg                                                           | Suzanne Osten  | Unga Klara               |
| 1996 |                | Syrener 1914 Eva Ström                                                                               | Suzanne Osten  | Unga Klara               |
| 1999 |                | Besvärliga människor Nils Gredeby                                                                    | Suzanne Osten  | Unga Klara               |
| 2002 |                | Next stop Atlantis                                                                                   | Dritero Kasapi | Uppsala stadsteater      |
| 2006 |                | Aska Harold Pinter                                                                                   | Björn Runge    | Göteborgs stadsteater    |
| 2009 |                | Harper Reagan Simon Stevens                                                                          | Anette Norberg | Göteborgs stadsteater    |
| 2009 |                | Publiken Federico García Lorca                                                                       | Suzanne Osten  | Göteborgs stadsteater    |
| 2013 |                | De intelligenta homots guide till kapitalism och socialism med en nyckel till skriften. Tony Kushner | Nora Nilsson   | Göteborgs stadsteater    |
| 2014 |                | En handelsresandes död Arthur Miller                                                                 | Björn Runge    | Göteborgs stadsteater    |
| 2018 |                | Bang Magnus Lindman                                                                                  | Frida Röhl     | Kulturhuset Stadsteatern |
| 2021 |                | Sörjen som blev Anna Takanen                                                                         | Mikaela Hasán  | Riksteatern              |
| 2022 |                | Temps mort Lars Norén                                                                                | Suzanne Osten  | Kulturhuset Stadsteatern |
| 2024 | Emy Regissören | Jussi Björn Runge                                                                                    | Björn Runge    | Kulturhuset Stadsteatern |

### Regi (ej komplett)
| År   | Produktion                                                 | Upphovsmän                     | Teater                                 |
| ---- | ---------------------------------------------------------- | ------------------------------ | -------------------------------------- |
| 1995 | Ingen går säker                                            | Sofia Fredén                   | Södra Station                          |
| 1998 | Diamanten                                                  | Sofia Fredén                   | Kulturhuvudstaden 1998                 |
| 2001 | Människans Mörkerseende                                    | Mats Rosén                     | Dramalabbet/ Kilen                     |
| 2003 | De stod och dog                                            | Sofia Fredén                   | Uppsala stadsteater                    |
| 2003 | Medeas Barn                                                | Per Lysander och Suzanne Osten | Unga Klara                             |
| 2004 | Topdog/Underdog                                            | Suzan-Lori Parks               | Stockholms stadsteater                 |
| 2004 | Stiching                                                   | Anthony Nielson                | Göteborgs Stadsteater                  |
| 2005 | Bara barnet                                                | Sofia Fredén                   | Unga Klara/ Stockholms stadsteater     |
| 2006 | Den goda människan ifrån Sezuan Der gute Mensch von Sezuan | Bertolt Brecht                 | Göteborgs stadsteater                  |
| 2007 | Mitt namn är Rachel Corrie My Name Is Rachel Corrie        | Alan Rickman och Katrine Viner | Göteborgs stadsteater                  |
| 2011 | Profeten i Västra Götaland                                 | Sofia Fredén                   | Göteborgs stadsteater                  |
| 2013 | Operation Värdegrund                                       | Stig Hansén                    | Stockholms stadsteater                 |
| 2014 | Fosterlandet                                               | Lucas Svensson                 | Göteborgs Stadsteater/ Svenska Teatern |

(Teateråret 2019 "De obehöriga" (John Ajvide Lindqvist, (Kulturhuset Stadsteatern)